# Pitkäjärvi (sjö i Raseborg, Nyland)
Pitkäjärvi är en sjö i kommunen Raseborg i landskapet Nyland i Finland. Arean är 37 hektar och strandlinjen är 8,36 kilometer lång. Sjön  ingår i Skärgårdshavets kustområde, Åland.   Den ligger omkring 91 km väster om Helsingfors. 